# 伊斯凱拉爾漢科山
17°00′21″S 70°06′01″W / 17.00583°S 70.10028°W
伊斯凱拉爾漢科山（Iscailarjanco），是秘魯的山峰，位於該國南部普諾大區和塔克納大區，由聖羅薩區和坎達拉韋區負責管轄，屬於安地斯山脈的一部分，海拔高度5,415米。